# Haugajnar
Haugajnar este o arie protejată (arie specială de conservare — SAC, sit de importanță comunitară — SCI) din Suedia întinsă pe o suprafață de 157,4 ha, integral pe uscat.

## Localizare
Centrul sitului Haugajnar este situat la coordonatele 57°11′29″N 18°11′51″E / 57.1915°N 18.1974°E.

## Înființare
Situl Haugajnar a fost declarat sit de importanță comunitară în ianuarie 1997 pentru a proteja un număr necunoscut de specii din flora spontană și fauna sălbatică aflate în arealul zonei. Situl a fost protejat și ca arie specială de conservare în martie 2011.

## Biodiversitate
Situată în ecoregiunea boreală, aria protejată conține 4 habitate naturale: Mlaștini calcaroase cu Cladium mariscus și specii de Caricion davallianae, Pajiști cu Molinia pe soluri calcaroase, turboase sau argilos-nămoloase (Molinion caeruleae), Taiga vestică, Mlaștini alcaline.
La baza desemnării sitului se află un număr nedeclarat de specii protejate.